# Zachria flavicoma
Zachria flavicoma là một loài nhện trong họ Sparassidae.
Loài này thuộc chi Zachria. Zachria flavicoma được Ludwig Carl Christian Koch miêu tả năm 1875.